# Saúl Castro
Saúl Castro es un abogado gallego especializado en derechos humanos y en derechos LGTBIQ+. Es fundador y presidente de la asociación No Es Terapia, desde donde se denuncian terapias de conversión en España y se trabaja en la visibilización de la violencia sexual contra hombres, especialmente dentro del colectivo LGTBIQ+.

## Trayectoria
Castro se formó en derecho y se especializó en protección internacional de derechos humanos, enfocando su carrera en la defensa jurídica del colectivo LGTBIQ+ y la denuncia de violaciones sistemáticas de derechos fundamentales. Fue coordinador del área jurídica de ILGA Mundo, desde donde trabajó en la incidencia internacional contra normativas y leyes que atentan contra los derechos LGTBIQ+ en varios países.
Castro ha dedicado gran parte de su carrera a combatir las terapias de conversión, prácticas que buscan modificar la orientación sexual de una persona y que han sido prohibidas en varias comunidades autónomas de España desde 2016 y, a nivel estatal, tras la aprobación de la Ley Trans. Sin embargo, ha denunciado que estas prácticas siguen realizándose sin que se apliquen sanciones efectivas.
Como presidente de No Es Terapia, se ha infiltrado en sesiones organizadas por grupos religiosos en Madrid, donde se promovían rituales, misas y testimonios que vinculaban la homosexualidad con el sufrimiento, las drogas o la prostitución. Denuncia que en estos espacios se promovía la sanación espiritual como “tratamiento” frente a la orientación sexual, que asociaban a traumas de la infancia no resueltos.
Además de su activismo contra las terapias de conversión, Saúl Castro trabaja como asesor jurídico del 028, el teléfono estatal de atención integral en derechos LGTBIQ+. Además, colabora con diversas organizaciones transfeministas y del colectivo LGBT+ como voluntario.
Otra de sus principales líneas de trabajo es la visibilización de la violencia sexual masculina. Según Castro, más del 90% de los hombres víctimas no denuncian, muchas veces por no reconocerse como tales, por vergüenza o por miedo a que se ponga en duda su masculinidad.
En 2024, Gehitu le otorgó el premio Gehitu de plata por su trabajo en el caso de un asesino que buscaba víctimas homosexuales en Grindr.
En febrero de 2025, gracias al trabajo llevado a cabo dentro de No Es Terapia, se presentó ante el Congreso una Ley Orgánica para prohibir y tipificar en el Código Penal las terapias de conversión.